# 腾冲卫
腾冲卫，明朝时设置的卫所。
永乐元年（1403年）置腾冲千户所，治所在今云南省腾冲县。属金齿军民指挥使司。宣德六年（1431年）直属云南都司。辖境相当今云南省龙川江、大盈江流域。正统十年（1445年）升为腾冲卫。清朝康熙二十六年（1687年）裁卫，嘉庆二十四年（1819年）改为腾冲厅。1913年废厅，改为腾冲县。 